# Osho
Para ver sobre o guru indiano, Rajneesh Osho.
Em  japonês, oshō (和尚, oshō) é um sacerdote budista encarregado de um templo.